# Enzo Fittipaldi
Pour les articles homonymes, voir Fittipaldi.
Enzo Fittipaldi, né le 18 juillet 2001 à Miami aux États-Unis, est un pilote automobile brésilien. Il est le petit-fils de l'ancien champion du monde de Formule 1 Emerson Fittipaldi.

## Carrière

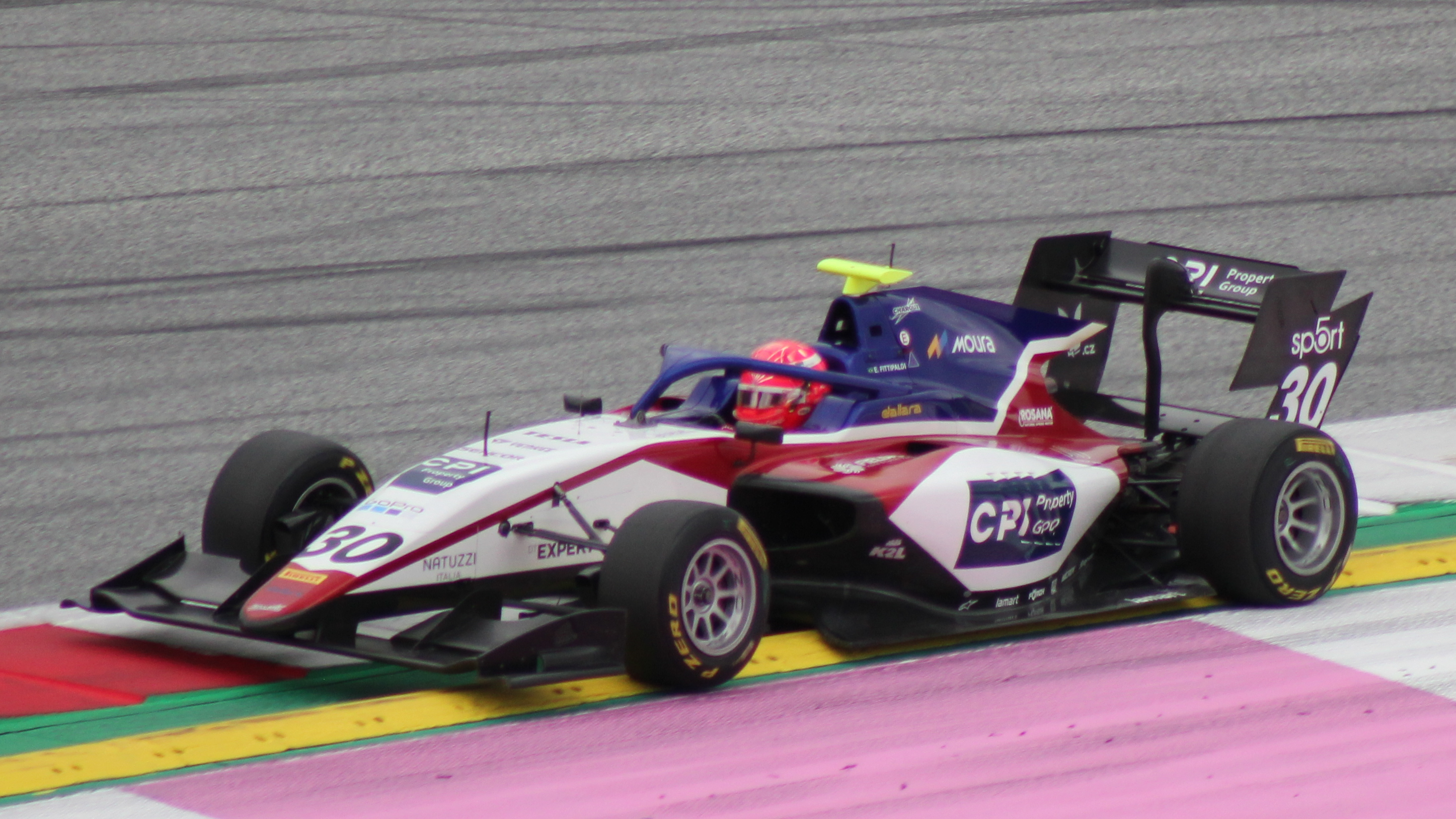
Enzo Fittipaldi en Formule 3 FIA à Spielberg en 2021.

En 2021, il participe à la Formule 2 avec Charouz Racing System et marque deux points, bien qu'il n'ait pas participé à toute la saison. 
En 2022, il effectue une saison complète avec la même équipe et se classe 8e au championnat.
En 2023, il signe avec Carlin Motosport et obtient ses premier podiums et signe sa première victoire dans la catégorie.

## Vie privée
Enzo est le fils de Juliane Fittipaldi, fille d'Emerson Fittipaldi et de Maria Helena. Son père est Carlos Da Cruz. Son frère Pietro Fittipaldi est également pilote.

## Galerie d'Enzo Fittipaldi en Formule 2

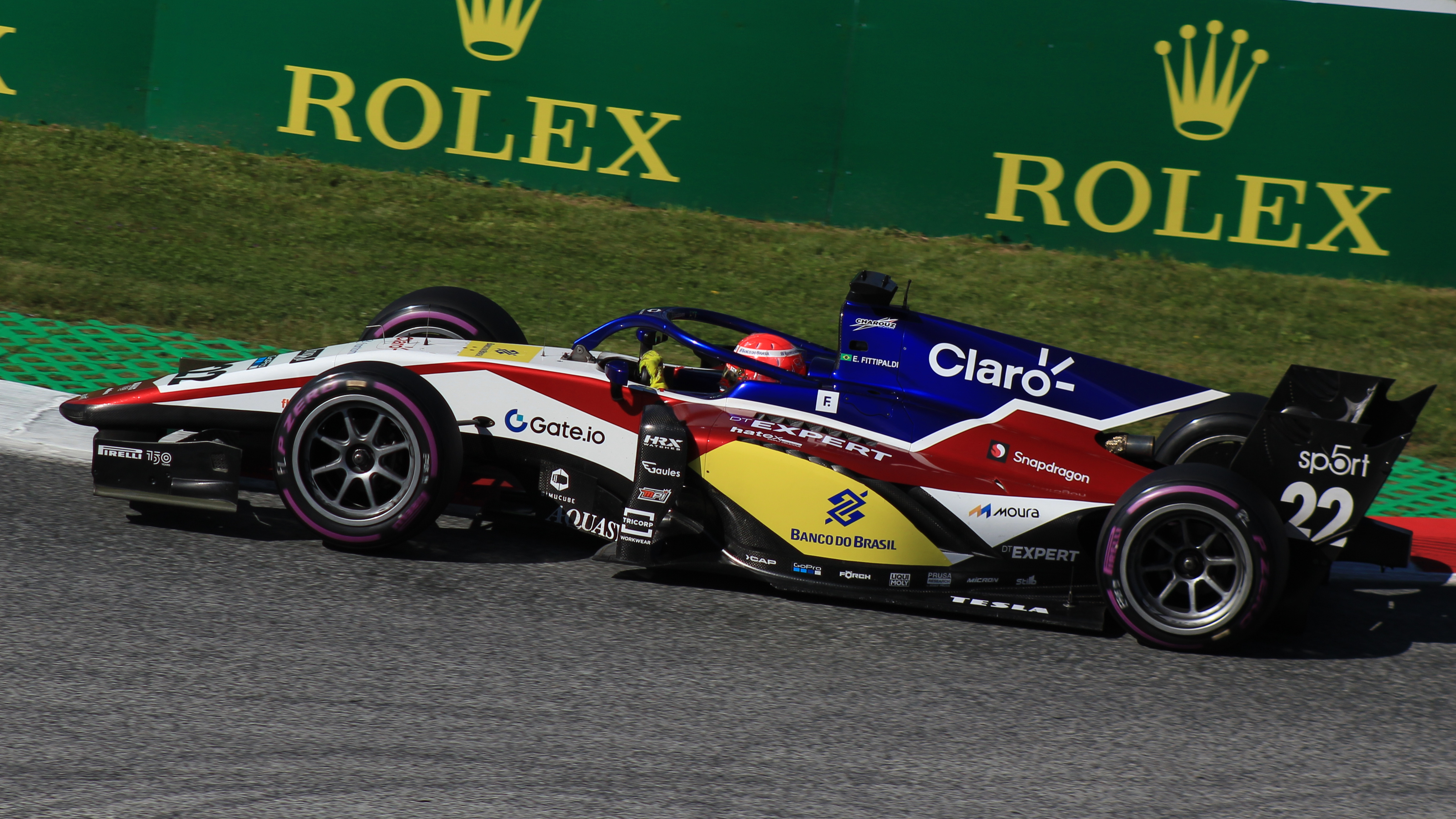
Enzo Fittipaldi en Formule 2  en 2022.
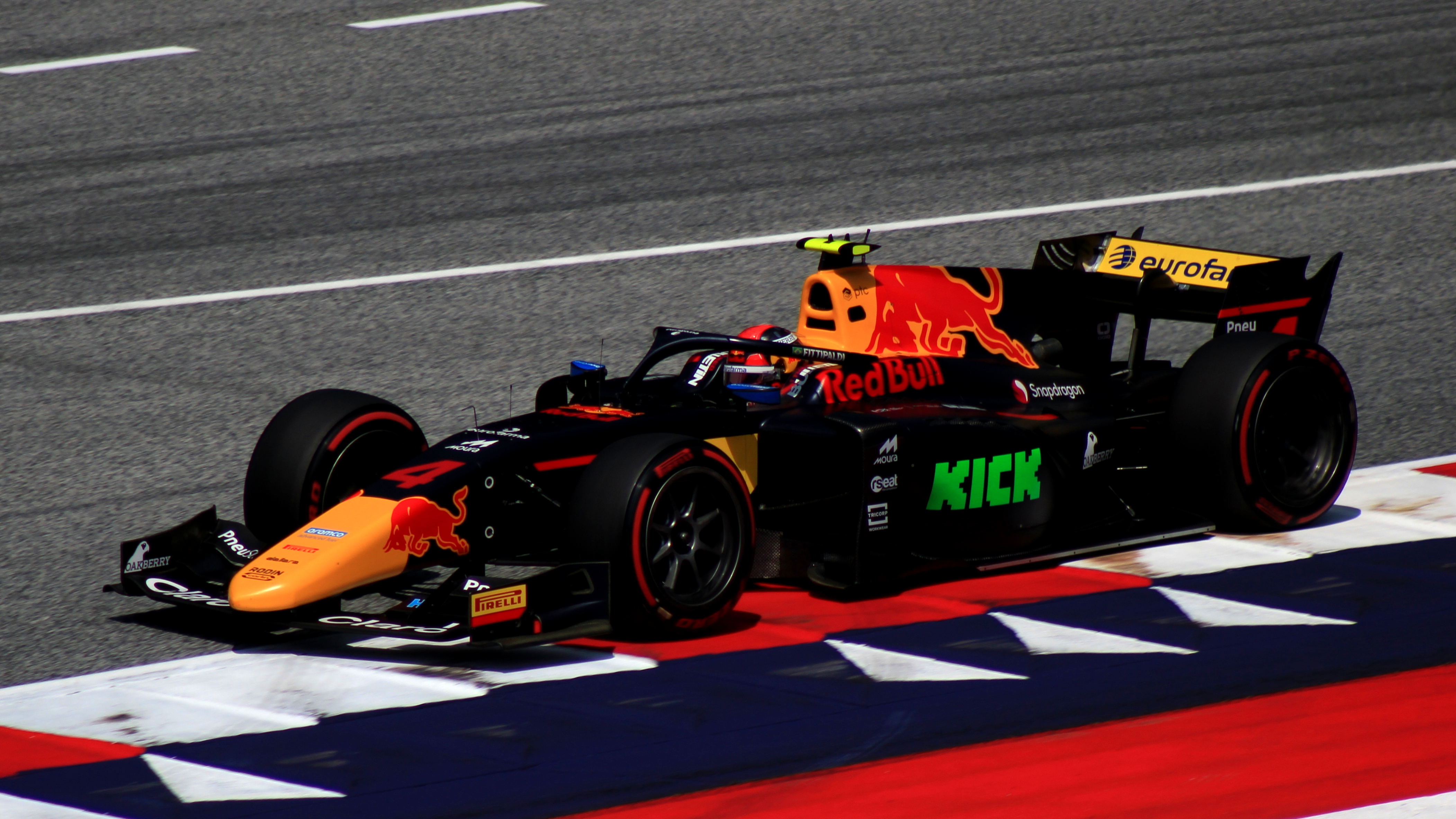
Enzo Fittipaldi en Formule 2 en 2023.
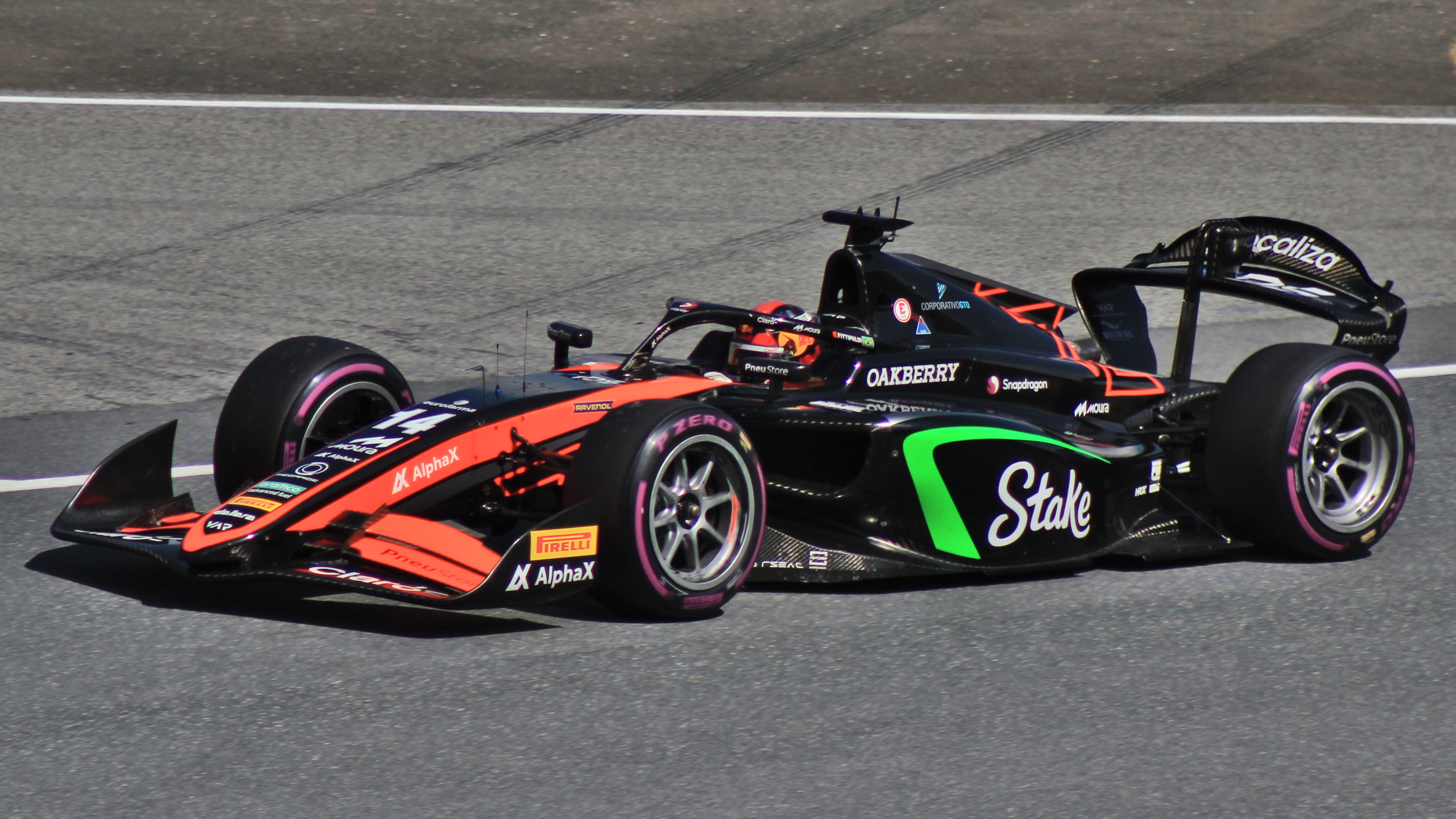
Enzo Fittipaldi en Formule 2 en 2024.

## Résultats en sport automobile

### Résultats en monoplace
| Saison | Championnat                  | Écurie                | Courses | Victoires | Pole positions | Meilleurs tours | Podiums | Points | Classement |
| ------ | ---------------------------- | --------------------- | ------- | --------- | -------------- | --------------- | ------- | ------ | ---------- |
| 2016   | Ginetta Formula Championship | Douglas Motorsport    | 25      | 0         | 0              | 0               | 0       | 113    | 18e        |
| 2017   | Formule 4 Italienne          | Prema Powerteam       | 21      | 0         | 0              | 1               | 0       | 89     | 9e         |
| 2017   | ADAC Formula 4               | Prema Powerteam       | 3       | 0         | 0              | 0               | 1       | 0†     | n.c        |
| 2018   | Formule 4 Italienne          | Prema Theodore Racing | 21      | 7         | 9              | 5               | 12      | 303    | Champion   |
| 2018   | ADAC Formula 4               | Prema Theodore Racing | 20      | 1         | 2              | 3               | 9       | 223    | 3e         |
| 2019   | Formule Régionale Europe     | Prema Powerteam       | 24      | 2         | 2              | 5               | 13      | 336    | 2e         |
| 2020   | Formule 3 FIA                | HWA Racelab           | 18      | 0         | 0              | 0               | 0       | 27     | 15e        |
| 2021   | Indy Pro 2000 Championship   | RP Motorsport USA     | 2       | 0         | 0              | 0               | 0       | 20     | 17e        |
| 2021   | Formule 3 FIA                | Charouz Racing System | 12      | 0         | 0              | 0               | 1       | 25     | 17e        |
| 2021   | Formule 2                    | Charouz Racing System | 8       | 0         | 0              | 0               | 0       | 2      | 20e        |
| 2022   | Formule 2                    | Charouz Racing System | 28      | 0         | 0              | 0               | 6       | 126    | 8e         |
| 2023   | Formule 2                    | Rodin Carlin          | 26      | 1         | 0              | 0               | 5       | 124    | 7e         |
| 2024   | Formule 2                    | Van Amersfoort Racing | 24      | 1         | 0              | 1               | 2       | 61     | 15e        |

† Fittipaldi étant un pilote invité, il était inéligible pour marquer des points.